# 도벽

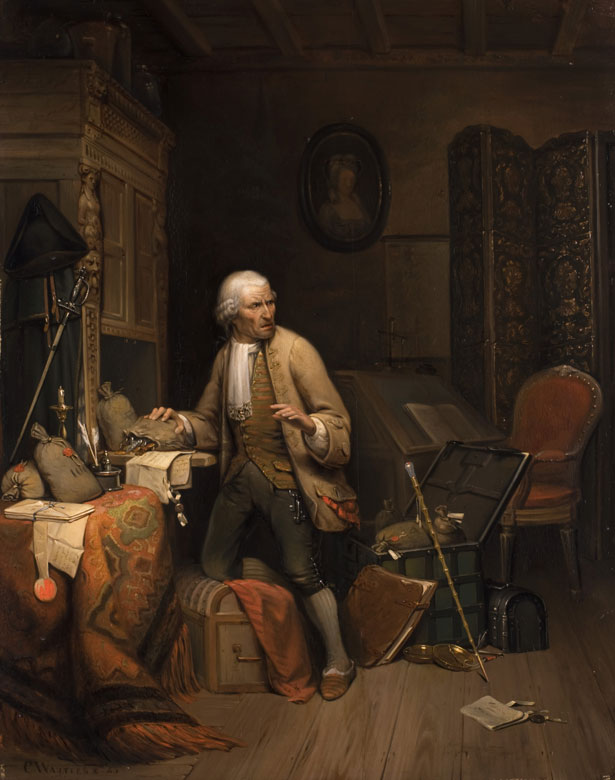

도벽(盜癖)은 습관적으로 훔치는 행위를 말한다.

## 같이 보기
- 공상허언증